# Saint-Pierre-de-Cernières
Saint-Pierre-de-Cernières là một xã của tỉnh Eure, thuộc vùng Normandie, miền bắc nước Pháp.